# Estrilda ventregroga
L'estrilda ventregroga (Coccopygia quartinia) és un ocell de la família dels estríldids (Estrildidae).

## Hàbitat i distribució
Habita zones amb herba o matolls i a les muntanyes de l'est de Sudan del Sud, oest i centre d'Etiòpia, cap al sud, a través del nord-est i est de la República Democràtica del Congo, Ruanda, Burundi, Uganda, oest i centre de Kenya i nord-est, est i sud de Tanzània fins l'est de Zàmbia, Malawi, est de Zimbabwe i Moçambic.